# Миронівка (Бахмутський район)
Миро́нівка — село Світлодарської міської громади Бахмутського району Донецької області, Україна. Населення становить 58 осіб.

## Загальні відомості
Відстань до райцентру становить близько 28 км і проходить переважно автошляхом М03. Село розташоване на берегах річки Луганка, поруч Миронівська ТЕС.

## Населення

### Мова
Розподіл населення за рідною мовою за даними перепису 2001 року:
| Мова       | Кількість | Відсоток |
| ---------- | --------- | -------- |
| українська | 48        | 82.76%   |
| російська  | 10        | 17.24%   |
| Усього     | 58        | 100%     |

За даними перепису 2001 року населення села становило 58 осіб, із них 82,76 % зазначили рідною мову українську та 17,24 % — російську.